# Dog of Two Head
Dog of Two Head è il quarto album del gruppo rock britannico Status Quo, pubblicato per la prima volta nel novembre del 1971.

## Il disco

### Concezione
Visto il consenso di pubblico ottenuto soprattutto con le esibizioni dal vivo, gli Status Quo decidono di approfondire le tematiche musicali già lambite col precedente Ma Kelly's Greasy Spoon, alla ricerca di un sound identificativo che li renda istantaneamente distinguibili.

### Contenuti
È l'ultimo album pubblicato per la Pye Records ma è anche il primo di una lunga serie ad essere inciso senza l'ausilio di un tastierista, dopo l'abbandono da parte di Roy Lynes nel 1970. Proprio l'assenza delle tastiere consente al gruppo di dar forma ad un suono nuovo, tipico e peculiare.
Il lavoro esprime un vistoso irrobustimento in chiave hard delle sonorità blues già sperimentate nel precedente Ma Kelly's Greasy Spoon, qui elaborate con maggiore fantasia e intraprendenza innovativa ed è pervaso dallo sviluppo di una notevole tecnica ad intreccio tra le chitarre di Rossi e Parfitt con brani ad ampio respiro distinti da toni ruvidi e lunghi assolo strumentali.
È anche uno dei pochi album del gruppo che contenga tracce con evidenti riferimenti politici e sociali (Umleitung e Someone's Learning, quest'ultima a biasimo del terrorismo irlandese).

### Accoglienza
Dog of Two Head è considerato uno dei migliori lavori mai realizzati dalla longeva band britannica per inventiva e sintesi stilistica tra vari generi (hard rock, boogie rock, country, folk, blues, rock and roll).
L'album viene pubblicato nel novembre del 1971, quando la band conserva ancora un basso profilo commerciale. Tuttavia, non viene adeguatamente supportato sotto il profilo promozionale e il gruppo decide di abbandonare la Pye, restando per parecchi mesi senza casa discografica.
Nell'estate del 1972 gli Status Quo firmano per la Vertigo Records, dalla quale vengono valorizzati ai dovuti livelli divenendo una delle rock band di maggior successo del Regno Unito.

## Tracce
Lato A
1. Umleitung – 7:07 (Lancaster/Lynes)
2. Nanana (Extraction) – 0:15 (Rossi/Young)
3. Something Going on in My Head – 4:58 (Lancaster)
4. Mean Girl – 3:54 (Rossi/Young)
5. Nanana (Extraction) – 0:45 (Rossi/Young)

Lato B
1. Gerdundula – 3:50 (Manston/James)
2. Railroad – 5:39 (Rossi/Young)
3. Someone's Learning – 7:07 (Lancaster)
4. Nanana – 2:27 (Rossi/Young)

Tracce bonus dell'edizione CD 2003
1. Mean Girl (Early Rough/Alternative Mix) – 3:51 (Rossi/Young)
2. Tune to the Music (Pubblicato come singolo; non incluso nell'album originale) – 3:09 (Rossi/Young)
3. Good Thinking (Lato B del singolo Tune to the Music) – 3:42 (Lancaster/Rossi/Young/Parfitt)
4. Mean Girl (BBC Session) – 3:09 (Rossi/Young)
5. Railroad (BBC Session) – 5:34 (Rossi/Young)

## Formazione
- Francis Rossi (chitarra solista, voce)
- Rick Parfitt (chitarra ritmica, voce)
- Alan Lancaster (basso, voce)
- John Coghlan (percussioni)

## Altri musicisti
- Bob Young (armonica a bocca)
- Bruce Foster (piano, tastiere)
- Grass (coro in Nanana)